# Froesia venezuelensis
Froesia venezuelensis är en tvåhjärtbladig växtart som beskrevs av Julian Alfred Steyermark och Bunting. Froesia venezuelensis ingår i släktet Froesia och familjen Ochnaceae. Inga underarter finns listade i Catalogue of Life.